# Ljeljenča
Ljeljenča je naselje v občini Bijeljina, Bosna in Hercegovina. 

## Deli naselja
Čembići, Donja Ljeljenča, Gornja Ljeljenča, Krstići, Ljeljenča, Srednja Ljeljenča in Zečevići.

## Prebivalstvo
| Pregled števila prebivalcev po letih | Pregled števila prebivalcev po letih | Pregled števila prebivalcev po letih | Pregled števila prebivalcev po letih | Pregled števila prebivalcev po letih | Pregled števila prebivalcev po letih |
| ------------------------------------ | ------------------------------------ | ------------------------------------ | ------------------------------------ | ------------------------------------ | ------------------------------------ |
| 1948                                 | 1953                                 | 1961                                 | 1971                                 | 1981                                 | 1991                                 |
| -                                    | -                                    | -                                    | 860                                  | 860                                  | 967                                  |

| Narodna sestava prebivalstva po letih                                                                                        | Narodna sestava prebivalstva po letih                                                                                      | Narodna sestava prebivalstva po letih                                                                                        |
| --- | --- | --- |
| 1971 | 1981 | 1991 |
| . skupaj: 860 Srbi 837 (97,32 %) Hrvati 12 (1,39 %) Muslimani 1 (0,11 %) Jugoslovani 0 (0,00 %) drugi in neznano 10 (1,16 %) | . skupaj: 860 Srbi 843 (98,02 %) Hrvati 4 (0,46 %) Muslimani 3 (0,34 %) Jugoslovani 2 (0,23 %) drugi in neznano 8 (0,93 %) | . skupaj: 967 Srbi 921 (95,24 %) Hrvati 2 (0,20 %) Muslimani 1 (0,10 %) Jugoslovani 25 (2,58 %) drugi in neznano 18 (1,86 %) |